# Sodomizing The Virgin Vamps
Sodomizing The Virgin Vamps es un disco no oficial de Cradle of Filth lanzado en 1997. El disco está dividido en dos partes; la primera es un álbum en directo grabado en Londres el 29 de diciembre de 1994, y la segunda incluye el último demo lanzado en 1993, Total Fucking Darkness, el cual se asemeja más al estilo de The Principle of Evil Made Flesh que a los demos anteriores, los cuales tenían más influencias del death metal.

## Lista de canciones

### Sodomizing The Virgin Vamps Live In London 29/XII/94
- 1. A Gothic Romance (8:24)
- 2. The Black Goddess Rises (7:20)
- 3. Of Mist And Midnight Skies (10:10)
- 4. The Forest Whispers My Name (7:24)
- 5. Nocturnal Supremacy (6:29)

### Total Fucking Darkness Demo '93
- 6. The Black Goddess Rises (6:33)
- 7. Unbodied Of Dusk (7:24)
- 8. The Raping Of Faith (6:00)
- 9. As Deep As Any Burial / Fraternally Yours, 666 (Outro) (4:46)

## Créditos

### Sodomizing The Virgin Vamps Live In London 29/XII/94
- Dani Filth - Voz
- Paul Allender - Guitarra
- Bryan Hipp - Guitarra
- Robin Graves - Bajo
- Damien Gregori - Teclados
- Nicholas Barker - Batería

### Total Fucking Darkness Demo '93
- Dani Filth - Voz
- Paul Allender - Guitarra
- Paul Ryan - Guitarra
- Robin Graves - Bajo
- Benjamin Ryan - Teclados
- Darren J. White - Batería